# Brandschutz-Ehrenzeichen (Schleswig-Holstein)

Grafische Darstellung des Brandschutz-Ehrenzeichens in all seinen Stufen

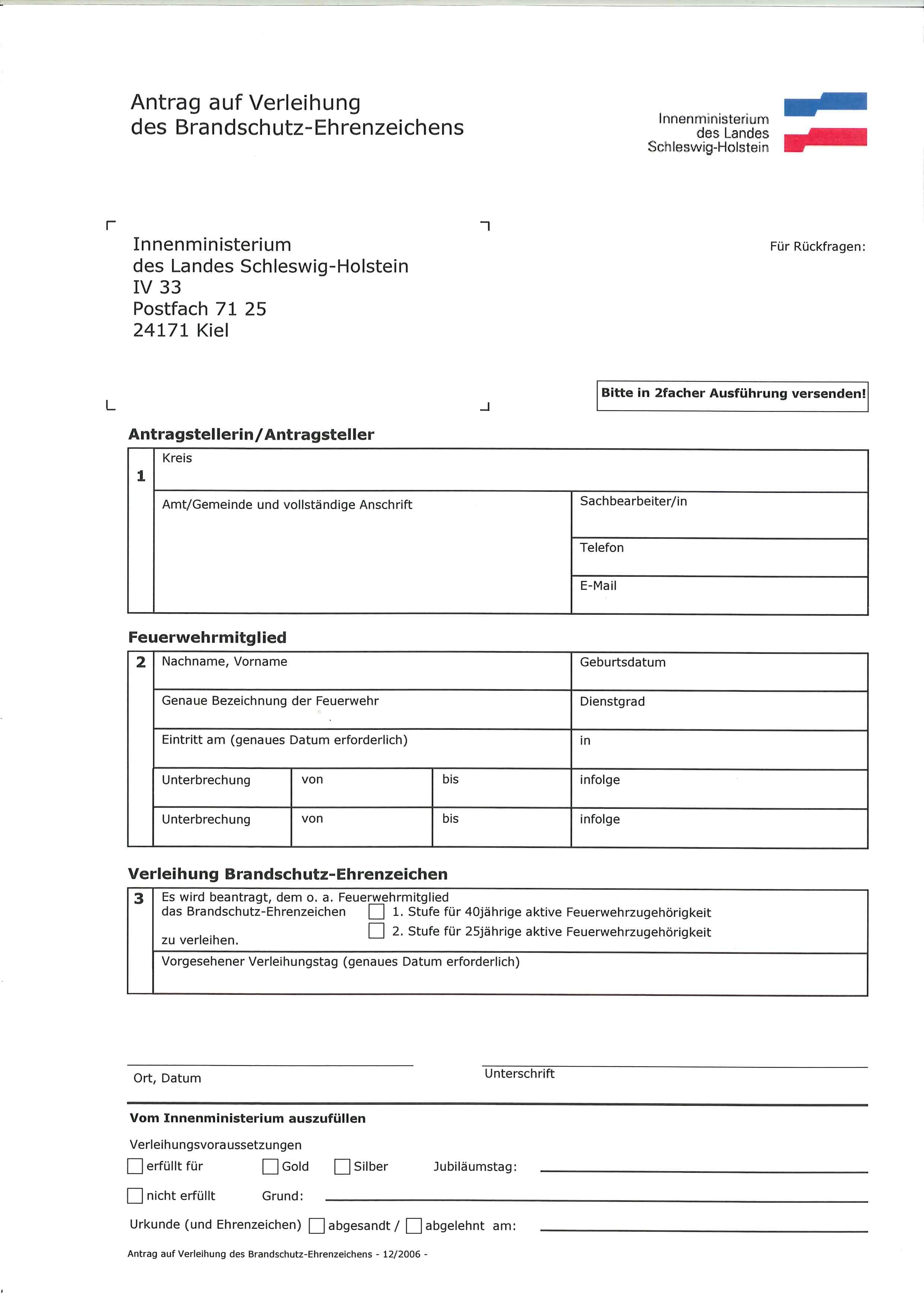
Antrag auf das Brandschutz-Ehrenzeichen Schleswig-Holstein

Das Brandschutz-Ehrenzeichen (Schleswig-Holstein) wurde am 7. Februar 1955 (14 Tage nach seiner Bekanntmachung) gestiftet. Es dient seitdem zur Würdigung von Verdiensten auf dem Gebiete des Brandschutzes im Land Schleswig-Holstein.

## Stufeneinteilung
Das Brandschutz-Ehrenzeichen wird, wie in Deutschland üblich, in drei Stufen verliehen.
- 1. Stufe Brandschutz-Ehrenzeichen in Silber (am Bande) für 25-jährige aktive Dienstzeit
- 2. Stufe Brandschutz-Ehrenzeichen in Gold (am Bande) für 40-jährige aktive Dienstzeit
- 3. Stufe Brandschutz-Ehrenzeichen in Gold Sonderstufe

Während die 1. und 2. Stufe des Ehrenzeichens alle Angehörigen von Freiwilligen Feuerwehren, Berufsfeuerwehren und anerkannten Werkfeuerwehren erhalten können, wird die Sonderstufe sowohl Feuerwehrangehörigen als auch sonstige Personen verliehen, die sich durch ihr besonderes mutiges und entschlossenes Verhalten im Feuerwehreinsatz ausgezeichnet haben.

## Verleihungsvoraussetzungen
Gemein für alle Stufen des Ehrenzeichens ist, dass der Besitz der deutschen Staatsangehörigkeit keine Verleihungsvoraussetzung ist. Es kann somit auch an Ausländische Personen verliehen werden.

### 1. und 2. Stufe
Voraussetzung für die Verleihung des Brandschutz-Ehrenzeichens am Bande in Silber oder Gold ist eine 25- oder 40-jährige aktive Dienstzeit bei einer Feuerwehr. Die Dienstzeit beginnt mit dem Tage des Eintritts in den Feuerwehrdienst, jedoch nicht vor Vollendung des 16. Lebensjahres. Daneben zählt zum aktiven Dienst auch die Tätigkeit im Ausbildungsdienst, in der Gerätepflege oder der Feuerwehraufsicht. Unterbrechungen in der Dienstzeit sind unerheblich, wobei der Zeitraum der Unterbrechung selber nicht anrechenbar ist. Unschädliche Unterbrechungen sind der Wehr- oder Zivildienst. In diesen beiden Fällen wird auch die Unterbrechungszeit weiter angerechnet.

### Sonderstufe
Die Verleihung des Brandschutz-Ehrenzeichens der Sonderstufe kommt nur in Betracht für besonders mutiges und entschlossenes Verhalten im Feuerwehrdienst und zwar nur dann, wenn die Verleihungsvoraussetzungen der Rettungsmedaille (Schleswig-Holstein) nicht erfüllt worden sind.

## Aussehen, Beschaffenheit und Trageweise
Das Brandschutz-Ehrenzeichen besteht aus einem gleichschenkligen Emaillekreuz und zeigt auf seiner Vorderseite ein rotes Flammenkreuz auf weißen Grund, dass mittig das Landeswappen von Schleswig-Holstein zeigt. Die Rückseite des Ehrenzeichens zeigt die Inschrift: Für Verdienste im Brandschutz. Das Brandschutz-Ehrenzeichen der Sonderstufe hat die gleiche Form wie das Brandschutz-Ehrenzeichen am Bande im Gold, wird jedoch als Steckkreuz getragen. Bei der Verleihung des Ehrenzeichens am Bande in Gold, ist das Ehrenzeichen am Bande in Silber jedoch abzulegen. Getragen wird das Ehrenkreuz am Bande an der linken Brustseite. Das Ordensband ist rot-weiß-rot und entsprechend der verliehenen Stufe, silber- oder goldfarben gesäumt. Das Steckkreuz wird auf der linken Brusttasche getragen.

## Antragsverfahren
Zuständig für die Einreichung und Beantragung der Anträge sind:
1. für Angehörige einer Werkfeuerwehr die Werkleitung,
2. für die Amtswehrführung sowie ihre Stellvertretung die Amtsvorsteher,
3. für die Kreiswehrführung sowie ihre Stellvertretung die Landräte,
4. in allen anderen Fällen das verwaltungsleitende Organ des Trägers der Feuerwehr.

Die Anträge, welche zur Verleihung der 1. und 2. Stufe führen sollen, sind dem Innenministerium direkt nach einem Amtsvordruck zuzuleiten. Die Rücksendung der Urkunden erfolgt in diesem Fall im Bereich der Kreise durch die zuständigen Landräte. Die Anträge für die Sonderstufe können formlos beim Innenministerium über den Landrat, in kreisfreien Städten über den Bürgermeister eingereicht werden. Ihnen ist eine ausführliche Begründung beizulegen.

## Verleihungsbefugnis
Das Brandschutz-Ehrenzeichen am Bande wird im Namen der Landesregierung vom Innenministerium verliehen. Das Ehrenzeichen als Sonderstufe jedoch im Namen der Landesregierung vom Ministerpräsidenten. Die Verleihung selber ist in würdiger Form bei Feuerwehrversammlungen, Dienstbesprechungen oder ähnlichen Anlässen zu veranlassen. In speziellen Einzelfällen, kann die Verleihung durch den Landrat erfolgen.

## Verleihungspraxis
Der Auszuzeichnende erhält mit Aushändigung des Ehrenzeichens eine Verleihungsurkunde. Das Abzeichen selber geht mit Übergabe in das Eigentum des Beliehenen über. Es verbleibt nach dessen Tod seinen Hinterbliebenen.

## Entzug des Ehrenzeichens
Das Ehrenzeichen ist gar nicht erst zu verleihen, wenn damit zu rechnen ist, dass in absehbarer Zeit die Voraussetzungen für eine Entziehung vorliegen könnten. Der Entzug kommt hiernach in dem Fall in Betracht, indem sich der Inhaber durch sein späteres Verhalten, insbesondere durch eine entehrende Straftat, der Auszeichnung unwürdig macht oder ein solches Verhalten erst nachträglich bekannt wird. Vor dem Entzug des Ehrenzeichens ist der Betroffene jedoch anzuhören.

## Nachträgliche Anerkennung
Feuerwehrangehörige, die bereits vor der Stiftung dieses Ehrenzeichen (24. Januar 1955) im Besitz einer Ehrenurkunde für 25- oder 40-jährige Dienstzeit waren, wird die entsprechende Stufe des Ehrenzeichens nachträglich verliehen.